# Gregor Kaiser

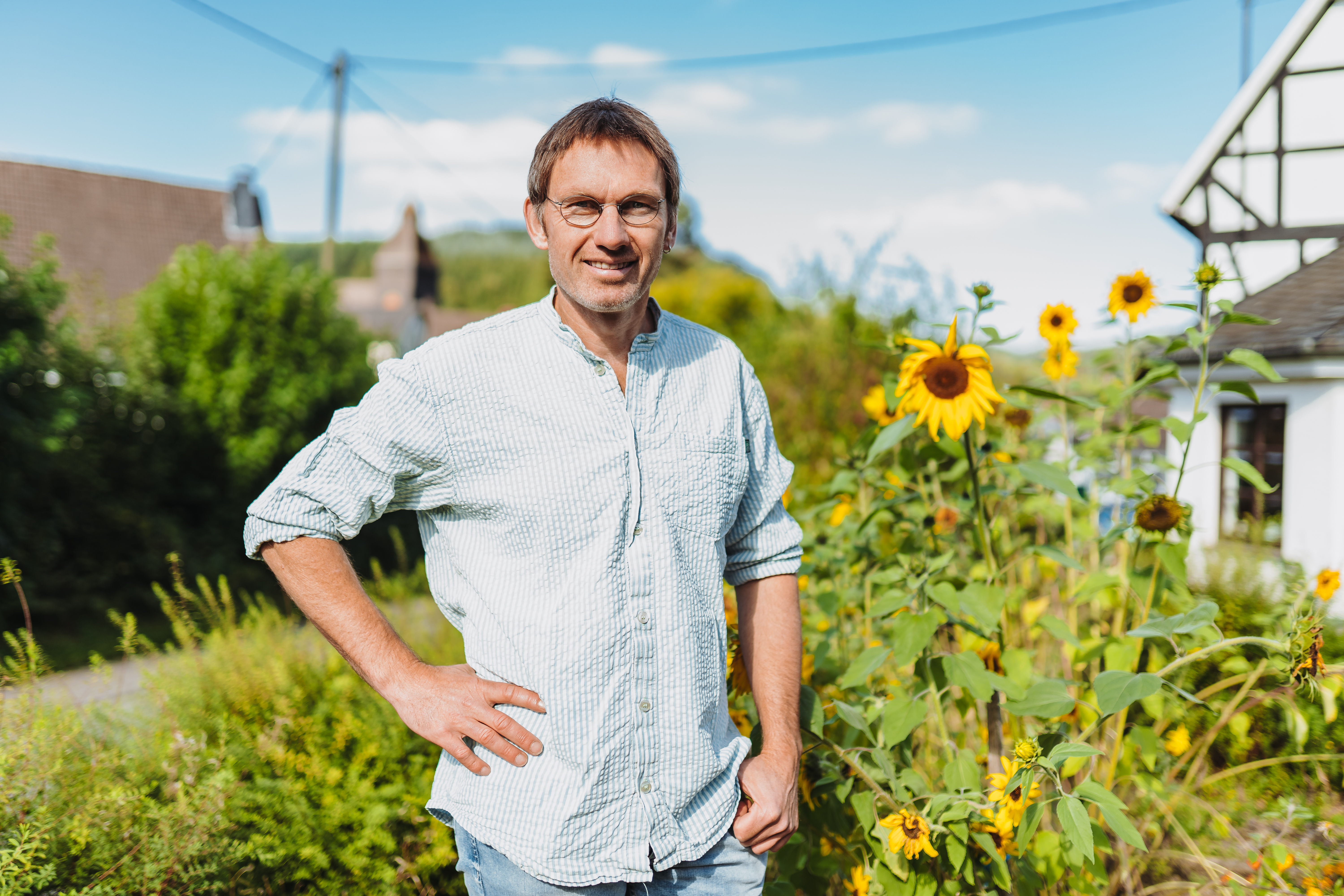
Gregor Kaiser 2021

Gregor Kaiser (* 27. März 1975 in Lennestadt) ist ein deutscher Politiker (Bündnis 90/Die Grünen). Seit dem 1. Juni 2022 ist er Mitglied des Landtags von Nordrhein-Westfalen.

## Leben
Kaiser studierte nach seinem Abitur 1994 am Städtischen Gymnasium Lennestadt und dem Zivildienst ab 1996 Biologie und Sozialwissenschaften für das Lehramt der Sekundarstufe II an der Universität Bonn. Er verbrachte ein Auslandssemester an der Universität Jyväskylä in Finnland und schloss das Studium 2002 mit dem ersten Staatsexamen ab. Auf ein eigentlich folgendes Referendariat verzichtete er aus Zeitmangel. Nach zweijähriger Elternzeit und der Mitarbeit bei der Bonner Welthandelskampagne „Gerechtigkeit Jetzt!“ ging er 2005 im Rahmen eines Promotionsstipendiums der Heinrich-Böll-Stiftung an das Promotionskolleg „Ökologie und Fairness im Welthandelsregime“ des Wuppertal-Institut und promovierte 2012 in Politikwissenschaften an der Universität Kassel zu den Themen Biologische Vielfalt, Patente und Sortenschutz.
Im Jahr 2008 übernahm er die Leitung des elterlichen Forstbetriebs in Lennestadt, welcher bereits vorher durch seine Initiative auf die Erzeugung ökologischer Weihnachtsbäume und die ökologische Bewirtschaftung des zum Betrieb gehörenden Waldes umgestellt worden war.
2014 war er Mitbegründer der Initiative Bioweihnachtsbaum.

## Politik

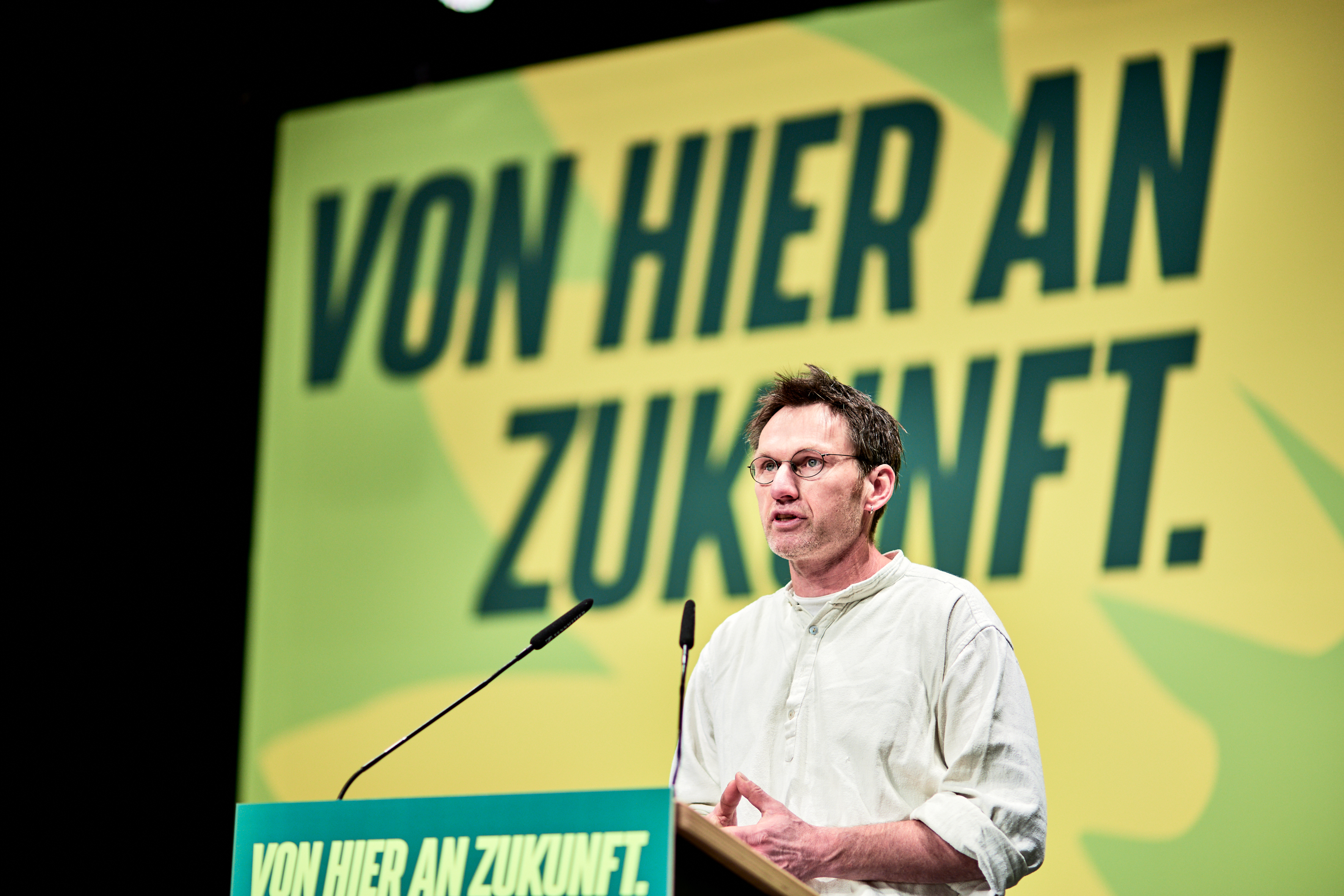
Gregor Kaiser bei der Landesdelegiertenkonferenz der Grünen NRW in Siegen (2021)

Kaiser stammt aus einem CDU-nahen Elternhaus. Bereits während des Studiums in Bonn war er Mitglied der grünen Hochschulgruppe und Vorsitzender des AStA.
Kaiser ist seit 2016 Mitglied der Grünen und sitzt seit 2018 im Lennestädter Stadtrat, in welchem er seit August 2019 bis 2023 Vorsitzender der Fraktion Bündnis 90/Die Grünen war, nachdem er zuvor Pressesprecher dieser Fraktion war. Vor 2018 war er bereits als sachkundiger Bürger im Stadtrat vertreten. Seit 2021 ist er außerdem Sprecher des Kreisverbandes Olpe der Grünen.
Am 12. Januar 2020 verkündete Kaiser, im Kommunalwahl-Jahr 2020 als Bürgermeisterkandidat bei der Wahl im September 2020 in Lennestadt anzutreten, er erreichte 13 % der Wählerstimmen.
Nachdem er bei der Landtagswahl 2017 bereits einmal vergeblich als Direktkandidat für den Landtag Nordrhein-Westfalen im Wahlkreis Olpe kandidiert hatte, erhielt er bei seiner zweiten Kandidatur dort bei der Landtagswahl 2022 aufgrund seines Listenplatzes ein Mandat für diesen. Kaiser ist Mitglied des Umweltausschusses und Vorsitzender des Integrationsausschusses.
Seit seinem 18. Lebensjahr ist Kaiser zudem in der AG „es TUT sich WAS“ aktiv, die sich gegen Rassismus und Intoleranz einsetzt und der er seit 2013 vorsteht.
Kaiser ist zudem seit 2022 Co-Sprecher der grünen Bundes-Arbeitsgemeinschaft „Landwirtschaft und ländliche Entwicklung“.

## Privates
Gregor Kaiser ist verheiratet und hat vier Kinder. Er lebt mit seiner Familie auf dem eigenen Hof in Lennestadt-Oberelspe.

## Schriften
- Eigentum und Allmende. Alternativen zu geistigen Eigentumsrechten an genetischen Ressourcen., Oekom-Verlag, München 2012, ISBN 978-3-86581-314-5.[13]
- Gesellschaftliche Naturverhältnisse im 21. Jahrhundert. Ökologische und Soziale Gerechtigkeit, Wirtschaftswachstum und eine Kritik geistigen Eigentums., Journal für Entwicklungspolitik 3/08, Seite 15–35, Mandelbaum Edition Südwind 2008.[14]
- zusammen mit Christiane Gerstetter: Gemeinsam die Allmende verteidigen?! Ansätze und Formen des Widerstands gegen die Ausdehnung geistiger Eigentumsrechte in den Berei-chen pflanzengenetische Ressourcen und Software., PERIPHERIE Nr. 101/102, Seite 69–98, Jg. 26, Verlag Westfälisches Dampfboot, Münster 2006.[15]